# Dutohlávka horská
Dutohlávka horská (Cladonia stellaris) je ekologicky důležitý druh lišejníku, který tvoří na zemi husté porosty v rozsáhlých oblastech severních a polárních regionů kolem cirkumpolárního severu. Lišejník je sobem a karibem preferován jako potravinový zdroj během zimních měsíců, má tak důležitou roli jako regulátor cyklů živin a mikrobiologických společenství. Jako mnoho jiných lišejníků, je užíván lidmi přímo pro jeho chemické vlastnosti. Mnoho z jeho sekundárních metabolitů je antimikrobiální, má také ojedinělé použití po sklizni, kdy je prodáván jako falešné stromy pro železniční modeláře. Cladonia stellaris tvoří husté porosty keříčkovitého vzhledu, je jak terestrický, ale také epigeický, protože roste na povrchu holé půdy či štěrku. Jako většina jiných lišejníků roste pomalu. Při příznivých podmínkách přirůstá průměrně méně jak 0,5 cm ročně . Liší se od podobných druhů Cladonia rangiferina a Cladonia arbuscula v tom, že tvoří mnohem více zřetelné polštáře, mající tvar záplat a při pohledu shora se zdá, že má hustější větvení.